# Anathallis guimaraensii
Anathallis guimaraensii är en orkidéart som först beskrevs av Alexander Curt Brade, och fick sitt nu gällande namn av Carlyle August Luer och Antonio Luiz Vieira Toscano. Anathallis guimaraensii ingår i släktet Anathallis och familjen orkidéer. Inga underarter finns listade i Catalogue of Life.